# Doratorhynchus
Doratorhynchus je rodové jméno, vytvořené pro krční obratel ptakoještěra, objevený Richardem Owenem v roce 1870 ve Velké Británii. Původně byl pojmenován jako Pterodactylus validus. Později byly objeveny další špatně zachované fosílie, včetně části prstu, tvořícího osu křídla. Tento materiál byl přisuzován také rodům Ornithocheirus (Newton, 1888) a Cycnorhamphus (Owen, 1870). Dnes je většinou považován za zástupce čeledi Azhdarchidae, ale pozice tohoto rodu v rámci čeledi je nejistá. Materiál pochází z období na přelomu jury a křídy.